# Classe Crown Colony
Gli incrociatori della Royal Navy della classe Crown Colony detta anche classe Fiji, erano delle unità derivate dalla classe Town e vennero costruite tra la fine degli trenta e l'inizio degli quaranta.

## Caratteristiche
Gli incrociatori della Classe Town, sebbene classificati come leggeri per via dell'armamento, avevano dislocamento e corazzatura adatti all'impiego con le squadre da battaglia, mentre i Crown Colony avevano lo stesso armamento ma minore dislocamento e lunghezza, per rispettare gli stringenti limiti del trattato navale di Londra del 1936. Lo scoppio delle ostilità ovviamente pose fine a questi problemi, facendo in modo che le unità venissero completate con un dislocamento superiore di circa 500 tonnellate al vecchio limite. La riduzione di peso rispetto alla classe precedente venne comunque raggiunta diminuendo la lunghezza della nave di circa 10,5 metri. Questa riduzione venne attuata posizionando trasversalmente le caldaie di poppa. Tutte le unità, eccetto gli incrociatori HMS Fiji e HMS Kenya, vennero dotate di catapulte per 2 ricognitori Supermarine Walrus, che vennero però rimosse sul Nigeria nel 1941 e sulle altre unità tra il 1942 e il 1944 con l'installazione di nuovi radar. La classe era costituita da undici unità divise in due sottoclassi che differivano tra loro per il dislocamento, per l'armamento e per la diversa potenza dell'apparato propulsivo.
Le unità tipo Fiji erano armate di 12 cannoni da 152/50 in 4 torri triple, 8 cannoni da 102/45mm in 4 torri binate e 8 cannoni da 40mm L/39 in 2 impianti quadrupli. Sulle unità del tipo Ceylon una delle torri da 152 venne sostituita sin dalla costruzione da un impianto quadruplo da 40mm antiaereo ed analoga modifica venne fatta tra il 1944 e il 1945 su Bermuda, Jamaica, Mauritius Kenya. Successivamente altri 2 impianti quadrupli da 40 mm vennero aggiunti su Bermuda, Jamaica e Mauritius, mentre sul Kenya tali impianti vennero tutti rimossi e sostituiti da cannoni antiaerei Bofors da 40 mm in 5 impianti binati e 8 singoli. Il cannone Bofors 40/60mm dopo la guerra trovò posto anche su altre unità. Sul Newfoundland venne montato un impianto quadruplo, sull'incrociatore HMCS Uganda in 2 impianti quadrupli, mentre sul Nigeria trovò posto in 8 impianti singoli. Vennero poi anche imbarcati sulle varie unità, in un numero variabile da 6 a 24 cannoni Oerlikon da 20 mm contraerei.

## Tipo Fiji
- HMS Fiji, costruita nei cantieri John Brown & Company, impostata il 30 marzo 1938, varata il 31 maggio 1939 ed entrata in servizio il 5 maggio 1940. Nel 1940 venne silurata da un U-Boot tedesco. Durante la battaglia di Creta venne affondato da un violento bombardamento aereo il 22 maggio 1941.
- HMS Bermuda, costruita nei cantieri John Brown & Company, impostata il 30 novembre 1938, varata l'11 settembre 1941 ed entrata in servizio il 21 agosto 1942. Partecipò all'Operazione Torch e rimase in servizio fino al 1962. Venne demolita nel 1965.
- HMNZS Gambia, costruita nei cantieri Swan Hunter, impostata il 4 luglio 1939, varata il 30 novembre 1940 ed entrata in servizio il 21 febbraio 1942. Trasferita alla Royal New Zealand Navy dal 1943, servì nella British Pacific Fleet. Venne restituita alla Royal Navy nel 1946 e demolita nel 1968.
- HMS Jamaica, costruita nei cantieri Vickers-Armstrongs, impostata il 28 aprile 1939, varata il 16 novembre 1940 ed entrata in servizio il 29 giugno 1942. Dopo la fine della seconda guerra mondiale partecipò alla guerra di Corea. Il suo affondamento venne rivendicato tre volte dai Nordcoreani. Venne demolita nel 1960.
- HMS Kenya, costruita nei cantieri Alexander Stephen and Sons, impostata il 18 giugno 1938, varata il 18 agosto 1939 ed entrata in servizio il 27 settembre 1940. Massicciamente impiegata per tutto il conflitto operò nell'Artico, nel Mediterraneo ed in Estremo Oriente. Partecipò alla guerra di Corea e venne demolita nel 1962.
- HMS Mauritius, costruita nei cantieri Swan Hunter, impostata il 31 marzo 1938, varata il 19 luglio 1939 ed entrata in servizio il 4 gennaio 1940. Partecipò allo sbarco a Salerno e a quelli in Normandia. Venne demolita nel 1965.
- HMS Nigeria, costruita nei cantieri Vickers-Armstrong, impostata l'8 febbraio 1938, varata il 18 luglio 1939 ed entrata in servizio il 23 settembre 1940. Durante la battaglia di mezzo agosto venne danneggiata da un siluro. Operò poi con la Eastern Fleet. Venne venduta all'India nel 1958. Demolita nel 1985.
- HMS Trinidad, costruita nei cantieri del HM Dockyard Devonport, impostata il 21 aprile 1938, varata il 1º marzo 1941 ed entrata in servizio il 14 ottobre seguente. Fu vittima di un incredibile incidente venendo colpita da un proprio siluro con il sistema giroscopico danneggiato. Affondata in un attacco aereo il 15 maggio 1942.

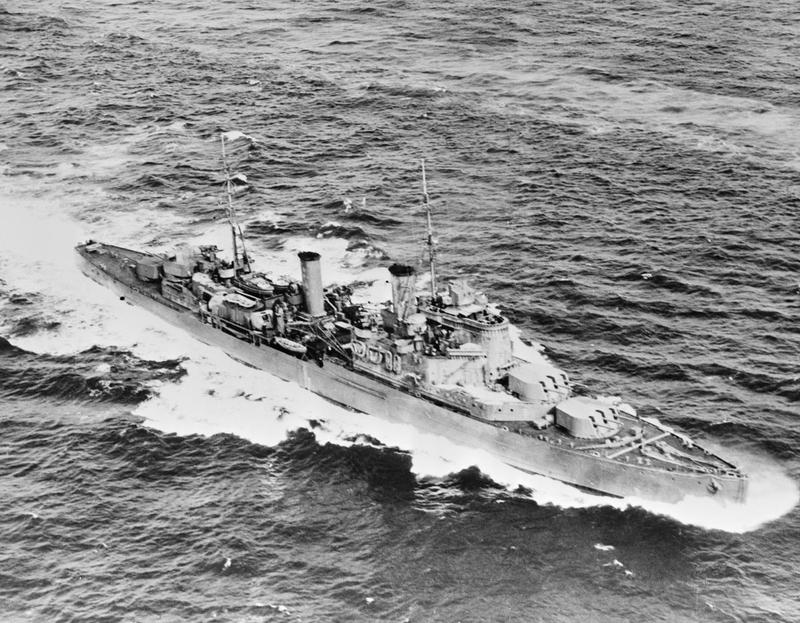
L'incrociatore Fiji

## Tipo Ceylon
- HMS Ceylon, costruita nei cantieri Alexander Stephen and Sons, impostata il 27 aprile 1939, varata il 30 luglio 1942 ed entrata in servizio il 13 luglio 1943. Operò con la Eastern Fleet tra il 1943 e il 1944, partecipando poi anche alla guerra di Corea. Nel 1960 venne venduta al Perù e ribattezzata Coronel Bolognesi. Demolita nel 1980.
- HMS Newfoundland, costruita nei cantieri Swan Hunter, impostata il 9 novembre 1939, varata il 19 dicembre 1941 ed entrata in servizio il 20 gennaio 1943. Impiegata nel Mediterraneo, venne silurata dal sommergibile italiano Ascianghi il 27 marzo 1943. Trasferita poi nella British Pacific Fleet fino alla fine della guerra. Venne schierata durante la crisi di Suez affondando la fregata egiziana Domiat il 1º novembre 1956. Venduta al Perù e ribattezzata Almirante Grau nel 1959 e successivamente Capitán Quiñónes nel 1973. Demolita nel 1979.
- HMS Uganda, costruita nei cantieri Vickers Armstrong, impostata il 20 luglio 1939, varata il 7 agosto 1941 e completata il 3 gennaio 1943. Impegnata nel Mediterraneo, venne colpita da una bomba nel mese di settembre 1943. Completate le riparazioni venne trasferita nella Pacific Fleet. Nel 1952 venne trasferita al Canada e ribattezzata HMCS Quebec. Demolita a Osaka nel 1961.

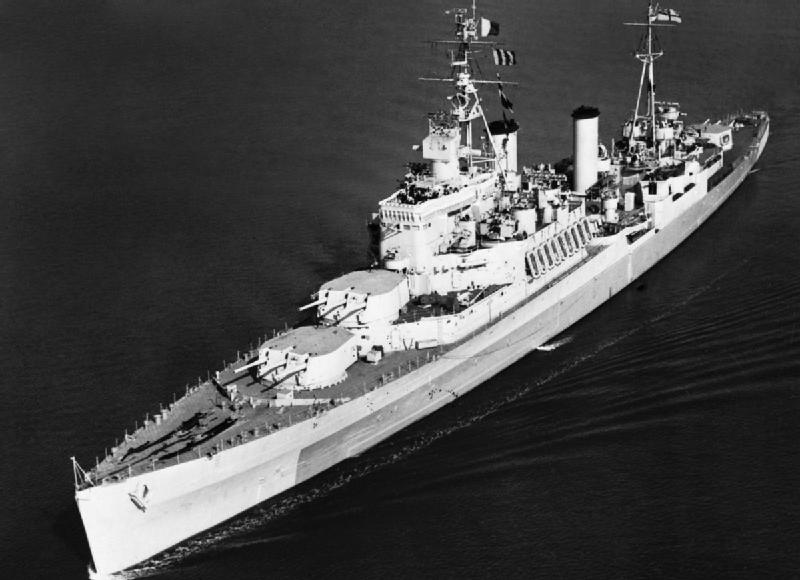
L'incrociatore HMS Uganda

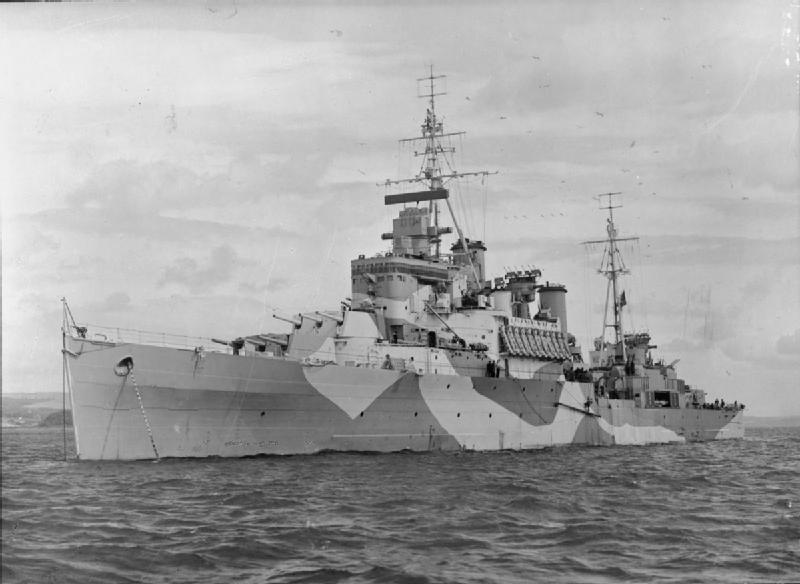
L'incrociatore HMS Ceylon ceduto al Perù e ribattezzato Coronel Bolognesi

## Servizio
Tutte queste navi vennero usate estensivamente durante la Seconda guerra mondiale, dove hanno partecipato a quasi tutti gli eventi più importanti, operando nel Mediterraneo nell'Atlantico e nel Pacifico. Alcune unità vennero danneggiate a causa di aerei e sommergibili nemici. L'unità capoclasse HMS Fiji venne affondata nella battaglia di Creta colpita dalle bombe di un Me 109 tedesco, perdendo 244 uomini del suo equipaggio, mentre l'incrociatore HMS Trinidad venne autoaffondato nel Mare di Barents dopo essere stato colpito da un bombardiere Ju 88 tedesco. Il Mauritius prese anche parte ad operazioni di appoggio allo sbarco in Normandia.
Alcune unità hanno operato anche nella guerra di Corea, come l'incrociatore HMS Jamaica che ebbe il soprannome di "fantasma galoppante" (The Galloping Ghost) per via del fatto che venne dichiarato erroneamente per ben tre volte affondato dai nord-coreani.

### Servizio in altre marine militari
Diverse unità della classe hanno prestato servizio in marine estere.

#### Nuova Zelanda
L'incrociatore HMS Gambia venne ceduto alla marina della Nuova Zelanda nel 1943, operando negli scenari del Pacifico. Nel 1946 rientrò in servizio nella Royal Navy, per essere demolito nel 1968.

#### Canada
L'incrociatore HMS Uganda avrebbe dovuto essere un'unità del tipo Fiji, ma durante la sua costruzione venne trasformato in una nave del tipo Ceylon. Operando nel Mediterraneo venne colpito il 13 settembre 1943 da una bomba Fritz-X dello stesso tipo di quella che aveva affondato qualche giorno prima la corazzata Roma. L'unità venne trasportata per riparazioni prima a Malta e poi negli Stati Uniti, dove venne sottoposto a lavori, che videro anche la rimozione degli hangar per i ricognitori Supermarine Walrus, per lasciare posto all'imbarco di nuove apparecchiature elettroniche e consentire una più confortevole sistemazione per l'equipaggio. Al termine delle riparazioni venne trasferito alla Royal Canadian Navy e rinominato HMCS Uganda, tornando in servizio il 21 ottobre 1944, operando negli scenari del Pacifico. Al termine della guerra venne posto in disarmo il 1º agosto 1947, rientrando in servizio il 14 gennaio 1952 ribattezzato HMCS Quebec e partecipando all'incoronazione della regina Elisabetta. Posto definitivamento in riserva nel 1956 per essere poi demolito nel 1961 a Osaka.

#### India
L'incrociatore HMS Nigeria venne silurato dal sommergibile italiano Axum durante la battaglia di mezzo agosto. Trasportato negli Stati Uniti per riparazioni, rientrò in servizio alcuni mesi dopo, salvando al largo di Durban il 12 marzo 1943 i naufraghi di un mercantile americano silurato da un U-Boot tedesco. Dopo la guerra nel 1957 venne trasferito all'India e ribattezzato Mysore, prestando servizio fino al 1985. Durante il suo servizio con la marina indiana fu protagonista di una collisione con il cacciatorpediniere inglese HMS Hogue, che nell'incidente perse la prora ed un membro del suo equipaggio con altri tre che vennero feriti ed il caccia inglese che raggiunse Singapore per essere demolito.

#### Perù

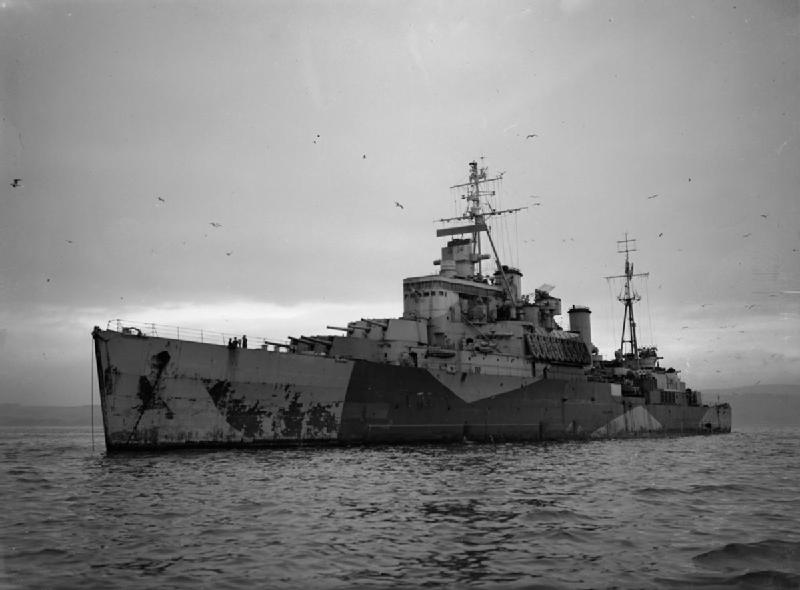
L'incrociatore HMS Newfoundland ceduto al Perù e ribattezzato prima BAP Almirante Grau e successivamente Capitán Quiñónes

Tra le unità cedute a marine straniere, due vennero acquistate alla fine del 1959 dalla Marina de Guerra del Perú. Gli incrociatori HMS Newfoundland e HMS Ceylon vennero ribattezzati rispettivamente BAP Almirante Grau BAP Coronel Bolognesi, prestando servizio fino all'inizio degli anni ottanta. L'Almirante Grau nel 1973, con l'acquisto da parte del Perù dall'incrociatore olandese De Ruyter della classe De Zeven Provinciën cedette il nome proprio nome alla nuova unità e venne ribattezzato BAP Capitán Quiñónes.